# 1-ша бронетанкова дивізія (США)
1-ша бронета́нкова диві́зія а́рмії США (англ. 1st Armored Division) — військове з'єднання бронетанкових військ армії США. Заснована 16 січня 1932 року. Перша бронетанкова дивізія Збройних сил США, яка брала участь у Другій світовій війни.
До 2011 року пунктом постійної дислокації було місто Вісбаден, Німеччина. У період із 2008 по 2011 рр. дивізія була передислокована на територію континентальних Сполучених Штатів у Форт Бліссі, штат Техас.

## Структура дивізії

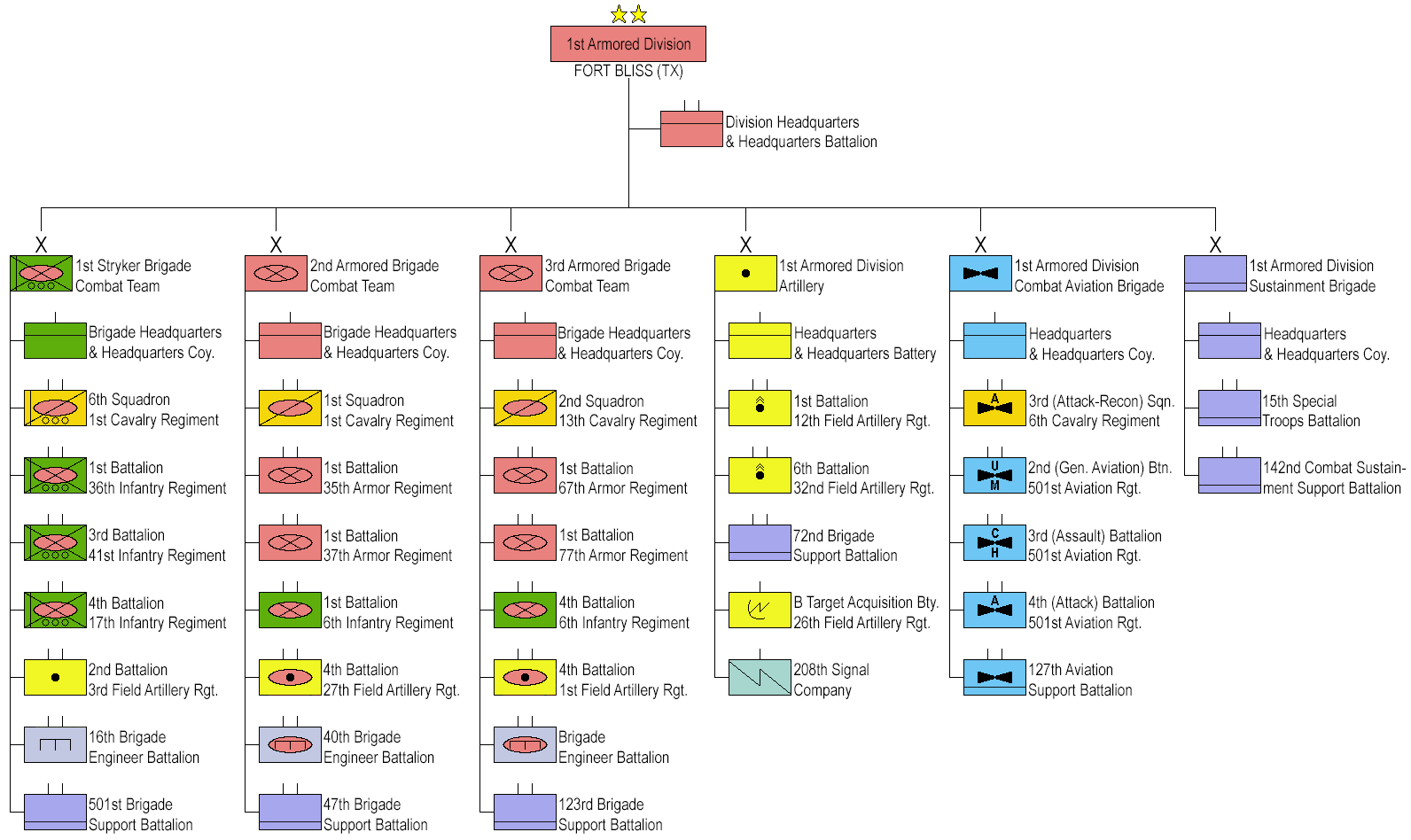
Структура дивізії